# Jean-Louis Marchand
Jean-Louis Marchand (Parigi, 1950) è un dirigente d'azienda francese, presidente della Federazione Europea dei Costruttori dal 2016 al 2017.

## Biografia[1]
Jean-Louis Marchand si è laureato in ingegneria all'École polytechnique e all'École Nationale Supérieure des Télécommunications.
Dopo aver iniziato la sua carriera alla Direction Générale des Télécommunications (oggi Orange), è entrato in Cochery-Bourdin-Chaussé, oggi Eurovia, la filiale stradale di Vinci, dove ha ricoperto la carica di Direttore Generale, responsabile dell'internazionalizzazione dell'azienda. È stato presidente di Eurovia.
È stato membro del Bureau della FNTP (Fédération Nationale des Travaux Publics), e ha presieduto la Commissione Formazione. Nel 2012 è stato eletto Presidente di ADVANCITY, il cluster di competitività Città Sostenibile e Mobilità.  È vicepresidente della Fédération Nationale des Travaux Publics.